# Porpác
Porpác je vas na Madžarskem, ki upravno spada pod Sárvársko okrožje Železne županije.